# Le Maître de la lumière
Le Maître de la lumière est un roman affilié à la littérature merveilleuse-scientifique de l'écrivain français Maurice Renard publié en feuilleton en 1933 dans le quotidien L'Intransigeant.

## Intrigue
Un différend séculaire oppose deux familles corses, les Ortofieri et les Christiani au moment où Charles Christiani tombe amoureux de Rita Ortofieri. Pour tenter de comprendre l'origine du conflit, le jeune homme enquête alors sur le passé des deux familles grâce à la découverte de la luminite, une matière inconnue permettant de voir des scènes du passé.

## Analyse de l'œuvre
Dans son récit, Maurice Renard mêle roman historique et merveilleuse scientifique, mais il fait également appel au genre de la romance et du roman policier pour raconter son histoire de rivalités entre deux familles corses.
Inspiré par les recherches de l'astronome Camille Flammarion en matière d’optique géométrique et de « chronoscopie » — c'est-à-dire de captation des images du passé —, l'écrivain utilise la « luminite » comme élément conjectural. Cette matière qui se présente sous forme de plaques, possède la faculté de retarder le passage de la lumière, si bien que les rayons lumineux qui entrent d'un côté, ressortent beaucoup plus tardivement de l'autre côté. Il devient dès lors possible de visualiser des événements passés.

## Publications françaises
- L'Intransigeant, du 8 mars au 2 mai 1933.
- Éditions Tallandier, coll. « Les Romans mystérieux » no 35, 1948.
- Robert Laffont, coll. « Bouquins », 1989 dans le recueil Maurice Renard. Romans et contes fantastiques.
- BNF Éditions, coll. « Les Orpailleurs », 2019.